# Des'ree
Des'ree (født 30. november 1968) er en sangerinde fra Storbritannien.

## Diskografi
- Mind adventures (1991)
- I ain't movin' (1994)
- Supernatural (1998)
- Dream soldier (2003)